# Liste der Kulturdenkmäler in Niedermeiser
Die folgende Liste enthält die in der Denkmaltopographie ausgewiesenen Kulturdenkmäler auf dem Gebiet des Ortsteils Niedermeiser der  Stadt Liebenau, Landkreis Kassel, Hessen.
Hinweis: Die Reihenfolge der Denkmäler in dieser Liste orientiert sich an der Anschrift, alternativ ist sie auch nach der Bezeichnung oder der Bauzeit sortierbar.
Kulturdenkmäler werden fortlaufend im Denkmalverzeichnis des Landes Hessen durch das Landesamt für Denkmalpflege Hessen auf Basis des Hessischen Denkmalschutzgesetzes (HDSchG) geführt. Die Schutzwürdigkeit eines Kulturdenkmals hängt nicht von der Eintragung in das Denkmalverzeichnis des Landes Hessen oder der Veröffentlichung in der Denkmaltopographie ab.

Das Vorhandensein oder Fehlen eines Objekts in dieser Liste ist keine rechtsverbindliche Auskunft darüber, ob es Kulturdenkmal ist oder nicht: Diese Liste entspricht möglicherweise nicht dem aktuellen Stand der offiziellen Denkmaltopographie. Diese ist für Hessen in den entsprechenden Bänden der Denkmaltopographie Bundesrepublik Deutschland und im Internet unter DenkXweb – Kulturdenkmäler in Hessen einsehbar. Auch diese Quellen sind, obwohl sie durch das Landesamt für Denkmalpflege Hessen aktualisiert werden, nicht immer aktuell, da es im Denkmalbestand immer wieder Änderungen gibt.
Eine verbindliche Auskunft erteilt allein das Landesamt für Denkmalpflege Hessen.
Nutze diese Kartenansicht, um Koordinaten in der Liste zu setzen. In dieser Kartenansicht sind Kulturdenkmale ohne Koordinaten mit einem roten bzw. orangen Marker dargestellt und können in der Karte gesetzt werden. Kulturdenkmale ohne Bild sind mit einem blauen bzw. roten Marker gekennzeichnet, Kulturdenkmale mit Bild mit einem grünen bzw. orangen Marker.

## Niedermeiser
| Bild                                     | Bezeichnung                                        | Lage                      | Beschreibung | Bauzeit | Daten |
| ---------------------------------------- | -------------------------------------------------- | ------------------------- | ------------ | ------- | ----- |
| Bild gesucht BW                          | Gesamtanlage Niedermeiser                          | Lage                      |              |         |       |
| Bild gesucht BW                          | Flurquerdielenhaus Auf der Thie 9                  | Auf der Thie 9 Lage       |              |         |       |
| Bild gesucht BW                          | Wohnhaus Bergweg 9                                 | Bergweg 9 Lage            |              |         |       |
| Bild gesucht BW                          | Wohnhaus Bergweg 10                                | Bergweg 10 Lage           |              |         |       |
| Bild gesucht BW                          | Gebäudegruppe Bergweg 12                           | Bergweg 12 Lage           |              |         |       |
| Pfarramt                                 | Pfarramt                                           | Bremer Nebenstraße Lage   |              |         |       |
| Bild gesucht BW                          | Flurquerdielenhaus Buttenstraße 2                  | Buttenstraße 2 Lage       |              |         |       |
| Haupthaus einer Hofanlage Buttenstraße 6 | Haupthaus einer Hofanlage Buttenstraße 6           | Buttenstraße 6 Lage       |              |         |       |
| Bild gesucht BW                          | Ehemaliges Flurquerdielenhaus Buttenstraße 7 bis 9 | Buttenstraße 7 bis 9 Lage |              |         |       |
| Bild gesucht BW                          | Flurquerdielenhaus Buttenstraße 11                 | Buttenstraße 11 Lage      |              |         |       |
| Bild gesucht BW                          | Flurquerdielenhaus Erser Straße 2                  | Erser Straße 2 Lage       |              |         |       |
| Bild gesucht BW                          | Flurquerdielenhaus Kälberhof 1                     | Kälberhof 1 Lage          |              |         |       |
| Bild gesucht BW                          | Wohnwirtschaftsgebäude Kälberhof 4                 | Kälberhof 4 Lage          |              |         |       |
| weitere Bilder                           | Evangelische Pfarrkirche                           | Kirchstraße 1 Lage        |              |         |       |
| Bild gesucht BW                          | Fachwerkhaus Kirchstraße 4                         | Kirchstraße 4 Lage        |              |         |       |
| Bild gesucht BW                          | Eckhaus Kirchstraße 14                             | Kirchstraße 14 Lage       |              |         |       |
| Bild gesucht BW                          | Längsdielenhaus Schulstraße 1                      | Schulstraße 1 Lage        |              |         |       |
| Bild gesucht BW                          | Flurquerdielenhaus Schulstraße 11                  | Schulstraße 11 Lage       |              |         |       |
| Flurquerdielenhaus Schulstraße 12        | Flurquerdielenhaus Schulstraße 12                  | Schulstraße 12 Lage       |              |         |       |
| Bild gesucht BW                          | Doppelwohnhaus Zwerger Weg 1–3                     | Zwerger Weg 1–3 Lage      |              |         |       |
| Bild gesucht BW                          | Fachwerkhaus Zwerger Weg 5                         | Zwerger Weg 5 Lage        |              |         |       |